# 山陰中央新報
山陰中央新報（さんいんちゅうおうしんぽう）は、株式会社山陰中央新報社（さんいんちゅうおうしんぽうしゃ、The San-in Chuo Shimpo Newspaper Co.,Ltd.）が発行する新聞。朝刊のみで、発行部数は約17万3千部（2022年1 - 6月平均）、2023年9月時点で16万5千部。

## 概要
1882年（明治15年）5月1日創刊。2022年（令和4年）5月1日に創刊140周年を迎えた。
島根県と鳥取県（山陰地方）、広島市を主要なサービスエリアとし、2006年から広島バスセンターでも販売されている。かつては、朝日新聞社と提携して、本紙の月極め定期購読者（直接配達地域＜島根県全域と鳥取県一部＞限定）を対象に朝日新聞の有料電子版である「朝日新聞デジタル」とのダブルコース申込みをすることも可能であったが、2023年5月で終了した。
4コマ漫画はフジヤマジョージのカンちゃん（佐賀新聞、熊本日日新聞など複数の地方紙にも掲載）と、倉田真由美のわらびん（デーリー東北にも掲載）が毎日連載されている。

## 沿革
前身は、自由民権運動の機関紙として創刊された『山陰新聞』（1882年-1941年）と岡崎運兵衛によって創刊された『松陽新報』（1901年-1941年）。当時は隔日刊だった『山陰新聞』に対し『松陽新報』は日刊紙として挑み、政治的にも政友会系の『山陰新聞』・民政党系の『松陽新報』と激しく競争した。
ところが、昭和10年代に入り、『山陰新聞』の経営がおかしくなった。そこに目を付けたのが読売だった。読売は朝日、毎日に対抗するために、福岡、長崎、静岡などで地元紙に資本注入し、傘下に収める戦略を取っていた。島根に関しても同様で、本音は『松陽新報』を手に入れたかったが、時運かなわず、『山陰新聞』に手を出し、1940年（昭和15年）8月、正力松太郎が代表取締役会長に就任し傘下に収めた。この直後の10月14日には、巨人対阪急のプロ野球興業（松江体育協会主催、山陰新聞後援）が松江野球場で開催され、「独伊軍事映画の夕」なども催された。
一方、『松陽新報』では岡崎家も代替りして、三代目（正臣）は祖父運兵衛ほど新聞経営に熱意がなく、『松陽新報』を手放したいと思っていた。そこに読売が触角を伸ばしかかったが、これを敢然と遮断したのが田部長右衛門 (23代)（朋之）だった。朋之は、「郷土人による郷土紙」という地元の期待、さらには新聞は社会の公器であり、立派な県政のあるところ必ず立派な郷土新聞がなければならないという自らの信条から、独断で田部家の田、山林を処分して『松陽新報』を買収した。1940年10月、社長の座に就き、竹下勇造らにも資本参加を求め、経営基盤を固めた。
1942年（昭和17年）1月、戦時報道統制で『山陰新聞』と『松陽新報』は統合され、『島根新聞』となった。社長は朋之で株のシェアは55%、会長は正力で株シェアは45%だった。以来朋之は、1959年（昭和34年）4月に島根県知事に就任するまで、『島根新聞』の代表取締役社長、会長であり続けた。

### 戦後
終戦直後、読売では読売争議が発生し、正力ら全役員に退陣要求が突きつけられ、紙面は赤化した。このため朋之は影響が『島根新聞』に及ぶのを怖れ、読売の持ち株をすべて買い取ることにし、1946年（昭和21年）2月、正力は会長を辞任した。
1949年（昭和24年）10月、当時は同一企業による夕刊の発行が認められていなかったため、夕刊島根新聞社を設立し、1952年（昭和27年）に『山陰新報』に改題、1957年10月に『島根新聞』に復題した。
1970年（昭和45年）4月、島根新聞を核とする田部グループなどの出資によって、田部智久が社長に就き、「島根放送」（TSK テレビしまね）が開局した。初めは、島根県のみをカバーしていたが、1971年7月、島根県・鳥取県を一つのサービスエリアにする二県三波の相互乗り入れが決定し、放送エリアが拡大したことを受け、1972年4月、社名を山陰中央テレビジョン放送に変更した。
この動きに合わせ、1973年（昭和48）3月、親会社の「島根新聞社」も「山陰中央新報社」に改称し、題号も『山陰中央新報』に改題した。当時のページ数は16ページ建てで、それまで島根県のみだった発行エリアを鳥取県にまで拡大した。この攻勢は短期的には成功し、1975年（昭和50年）には鳥取県内での競合地元紙『日本海新聞』を休刊（発行会社が倒産）にまで追い込む。このころには「山陰でただ一つのブロック紙」を名乗っていた。ただ、同紙が別法人にて再建され短期間で復刊、巻き返しを図ったことで鳥取県への進出計画は事実上失敗に終わった。
1978年（昭和53年）の段階で超高速オフセット輪転機を導入し、1981年から一面にカラー写真を毎日掲載した。
2000年代
2000年（平成12年）8月1日、公式ウェブサイトを開設した。2004年1月から島根大学漫画研究会と連携し、週1回学生による4コマ漫画または1ページ漫画を連載するという試みを行なっていた。日刊の新聞で学生による漫画の連載は非常にまれなことだった。2005年以降、竹島の日、竹島の領有権に関する報道を積極的に行っている。
2007年（平成19年）8月22日、移動編集車「サンちゃん号」導入。10月からは、ひかわ制作センターのカラー輪転機増設によって、カラー面を大幅に増やし、併せて紙面の一新を図り、題字も新たに島根県出身の東寺長者・砂原秀遍の揮毫によるものに改めた。
2014年（平成26年）4月1日、無料会員組織「さんさんクラブ」スタート。11月5日には子ども向けの無料新聞「週刊さんいん学聞」を創刊し、毎週水曜日発行している。
2015年（平成27）年11月25日、製作センターに見学者ホール「しんぶん学聞館」が完成した。

## 受賞歴
- 1991年（平成3年）7月3日 - 企画記事「命─医療現場から」が第10回アップジョン医学記事賞を受賞。
- 1997年（平成9年）10月20日 - 「香りの広告シリーズ」で日本新聞協会新聞広告賞奨励賞を受賞。
- 2003年（平成15年）10月20日 - 「しまね子ども環境バンク」で日本新聞協会新聞広告賞奨励賞を受賞。
- 2013年（平成25年）10月16日 - 「環りの海」（琉球新報社との合同企画）で日本新聞協会新聞協会賞を受賞[14]。

## 鳥取県での購読者
鳥取県内では島根県出身者を中心に根強い購読者を持ち、島根側に近い米子市や境港市に限れば一定数の読者を獲得しているものの、県内全体でのシェアは1割にも満たない。改題直後から8年間「山陰は一つ」をスローガンとして題字のすぐ下に入れていた。鳥取市内での発行部数が極小にもかかわらず、「鳥取総局」を置いているのはこの時の名残である。

## ネットワーク
本社
- 島根県松江市殿町383 山陰中央ビル6階

本社ビルの低層階（1 - 4階）は元々一畑百貨店（旧）松江店新館であった。現在は複合ビルとなっており、系列文化センターやその他テナント、さらにはみしまやヴェルデ中央店（1階）も入居する。1986年（昭和61年）10月に開局したエフエム山陰は4階に本社を構えていたが、2020年（令和2年） に島根県立産業交流会館2階へ移転している。
印刷所
- 山陰中央新報製作センター（出雲市斐川町上庄原1318）

支社
- 東京
- 大阪
- 広島

総局
※は、本社以外で発行所を兼ねる。
- 出雲
- 益田※
- 鳥取※
- 米子※

支局
- 雲南
- 安来
- 隠岐
- 大田
- 江津
- 川本
- 津和野
- 境港

通信部
- ひらた
- 邑南

## 番組表（2025年2月現在）
- 最終面（メインテレビ面） 
  - フルサイズ（左から）：NHK Eテレ（松江放送局）、NHK総合（同）、TSK さんいん中央、BSS 山陰、NKT 日本海
  - ハーフサイズ（Eテレの横、上から）：広島ホームテレビ、TSCテレビせとうち、サンテレビ
  - ハーフサイズ（最左側、広告の下、上から）：NHK BS、NHK BSP4K

※鳥取県向けは、NHK総合の欄に一部、鳥取放送局の番組も併記される。
※島根・鳥取県外の一部テレビ局が最終面および中面に載っているのは、ケーブルテレビ局で一部再放送されている（山陰ではテレビ朝日・テレビ東京の系列局と独立局が現存していない）ことを配慮したものである。なお、2010年頃まで関西広域局のABCテレビの番組表もハーフサイズで掲載されていたが、山陰放送等との協議の関係で、テレビ朝日系列の再放送がABCテレビ以外の系列局へ変更となったため掲載取りやめとなった。
- 中面（第2テレビ・ラジオ面）
  - 上段（BS、左から）：BS日テレ、BS朝日、BS-TBS、BSテレ東、BSフジ、BS11 イレブン、BS12 トゥエルビ、BS松竹東急、放送大学テレビ
  - 中段（BS・CS、左から）：WOWOWシネマ、同ライブ、同プライム、Dlife、時代劇専門チャンネル、スペースシャワーTV、ゴルフネットワーク、GAORA SPORTS、スカイA
  - 下段（地デジ・ラジオ・BS、左から）：山口朝日、瀬戸内海テレビ、FM山陰、NHK-FM、BSSラジオ、NHK第1、NHK第2、ラジオNIKKEI、NHK BS8K

※サイズは地デジとFM山陰、NHK-FM、BSSラジオ、NHK第1はハーフサイズ。BS、CS、NHK第2、ラジオNIKKEIはクォーターサイズ。
※以前は周辺地域（広島県、山口県）の民放局のうち、テレビ朝日およびテレビ東京系列以外の放送局、RCCラジオ、山陰両県をサービスエリアとするケーブルテレビ局の自主放送番組表、翌日の山陰地区と衛星放送のテレビ番組表を掲載していたが、現在は掲載を終了している。
※1973年3月25日 - 1976年3月は山陽テレビとテレビ岡山（現：OHKテレビ）の番組表も掲載されていた。

## 関連紙・雑誌
- 『山陰経済ウイークリー』毎週火曜日発行。
- 『週刊さんいん学聞』毎週水曜日発行。
- 『生活応援情報紙りびえーる』第2・4日曜日に新聞折込。

## 関連団体
- 山陰中央新報製作センター
- 山陰中央テレビジョン放送
- テレビ新広島（産経新聞・中国新聞・日本経済新聞とも関係が深い。島根県と提携して『しまねカード』を発行し、島根県関連のイベント開催や、特別番組の制作を行うことがある）
- エフエム山陰（山陰中央新報提供ニュースを放送中）
- 山陰中央新報セールスセンター（直系の広告代理業、新聞折込、ポスティング）
- SCアドクロス（広告代理店）